# Johannes Remus Quietanus
Johann Ruderauf ou Johannes Remus Quietanus (Herda 1588- Rouffach 1654) est un astronome, astrologue et médecin allemand. Il a entretenu une correspondance avec Galilée, Kepler et  Giovanni Faber, botaniste pontifical. Il est l’un des quatre premiers observateurs d’un transit de Mercure le 7 novembre 1631.

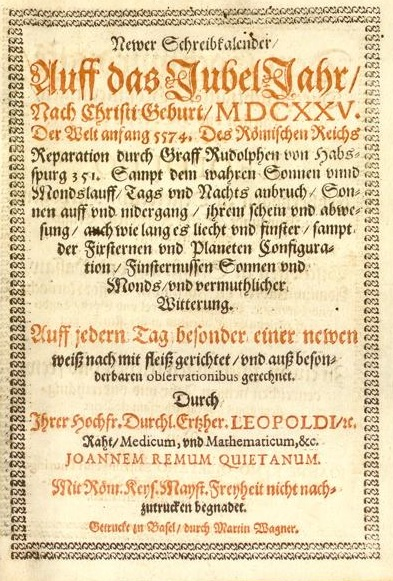
Remus Quietanus : Calendrier pour 1625

## Biographie

### Jeunesse en Thuringe
Johann Ruderauf est né le 22 septembre 1588 à Herda, en Thuringe, près de Bad Salzungen dans le duché de Saxe-Weimar. Son père, Jeremias Ruderauf (ou Rudravius) est pasteur et directeur d’école. Suivant le calendrier julien, Johann a été baptisé dans la religion protestante le 15 septembre 1588,.
Il est inscrit à l’Université d’Iéna en 1605.
Il observe en 1607 le passage d’une comète puis écrit un livret d’une cinquantaine de pages Gründliche Beschreibung des neuen monstrosischen Sternes, welcher anno Christi 1607…am hohen Himmel geleichtet, (Description précise de la nouvelle étoile monstrueuse qui a brillé au haut du ciel du 27 juillet jusqu’à la mi-octobre en 1607), où il propose une interprétation astrologique de ce "signe de Dieu". Il s’agit en fait de la comète de Halley qui ne porte pas encore son nom.
En 1608, il part pour l’Italie. Il n’est vraisemblablement jamais revenu dans son pays natal.

### Remus Quietanus en Italie
Johann Ruderauf est inscrit en 1608 à l’Université de Padoue où il va faire des études de médecine. Il y fait aussi la connaissance de Galilée.
En Italie, il latinise son nom en Johannes Remus Quietanus et se convertit au catholicisme. En 1609, un voyage vers le sud le conduit jusqu’en Sicile et à Malte.
En 1611, on le retrouve à Rome d’où il envoie une première lettre à Kepler. Au cours des années suivantes, il fréquente le Collège romain où il est l'élève de Christoph Grienberger. Remus Quietanus est bien introduit dans les milieux pontificaux, il côtoie plusieurs cardinaux et fréquente Giovanni Faber, chancelier de l’Accademia dei Lincei qui est également botaniste et médecin pontifical. Il pratique des observations astronomiques, essentiellement des éclipses de Lune et de Soleil et écrit deux opuscules à ce sujet.

### Médecin des Habsbourg
En 1618, Remus Quietanus se rend à Innsbruck à la cour de l’archiduc Maximilien III. Il y rencontre Christoph Scheiner. Après la mort de Maximilien, à Vienne le 2 novembre 1618, Remus Quietanus est nommé médecin impérial au service de Mathias 1er de Habsbourg, puis de son cousin, Léopold V, le nouvel archiduc  d’Autriche-Tyrol.
En 1619, il rencontre Kepler à Linz.

### Témoin de la guerre de Trente ans
Dans sa correspondance avec Giovanni Faber(1618-1622), Remus Quietanus rapporte des faits d’armes du début de la guerre de Trente Ans favorables aux Habsbourg en Bohème.
Mais bientôt Mansfeld déplace le théâtre du conflit en Alsace. Léopold, qui est aussi évêque de Strasbourg, doit aller y défendre ses possessions. Remus Quietanus fait partie de sa suite.
En 1619, il fait la connaissance de Maria Schlitzweck, une jeune alsacienne qu’il va bientôt épouser

### Médecin à Rouffach
Il se marie le 3 juin 1620. Son épouse, Maria Schlitzweck donne naissance à un fils à Rouffach en 1623. Remus Quietanus sera nommé physicien (médecin) de la ville vers 1626.
Maria Schlitzweck meurt le 27 février 1635. Quietanus se remarie en 1650 avec Maria Helena Freudenstehlin, originaire d’Ensisheim.
Il meurt à Rouffach le 17 octobre 1654.

## Correspondance avec Kepler et Galilée
Quand Remus Quietanus écrit à Kepler de Rome en 1611, les deux hommes ne se connaissent pas encore. Quietanus commente l’actualité astronomique récente  et émet quelques réserves par rapport au modèle copernicien du monde. Kepler lui répond point par point en mars 1612. Cette correspondance reprend en 1618 quand Remus Quietanus est médecin des princes de Habsbourg. Kepler se réjouit alors d'une future collaboration... qui restera cependant restreinte à l'échange d'une quinzaine de lettres, jusqu'en 1620. Le contact sera rétabli en 1628 jusqu'en 1630, année de la mort de Kepler.
En 1619, Remus Quietanus échange trois lettres avec Galilée. Il lui fait parvenir sa description des comètes de 1618 et un exemplaire de l’Epitome de l’astronomie copernicienne de Kepler qui est introuvable à Florence après sa mise à l’index par l’Église catholique romaine. Du fait de sa fonction, Remus Quietanus joue un rôle d’intermédiaire entre les deux principaux acteurs de la révolution copernicienne dont les relations sont déjà détériorées.

## Le transit de Mercure de 1631
Dans ses tables rudolphines de 1627, Kepler prévoit des transits des planètes inférieures pour la fin de l’année 1631 : le 7 novembre pour Mercure et le 9 décembre pour Vénus. Jusque là, personne n’avait encore pu observer de tels phénomènes. Il réitère son annonce en 1629 en publiant un avertissement (Admonitio ad astronomos).
Informé de cette prédiction, Johannes Remus Quietanus observe le transit de Mercure à Rouffach le 7 novembre 1631 à partir de 9 h 42. Il en rédige un bref compte rendu qu’il adresse à l’archiduc Léopold.
Ce transit de Mercure a également été observé par Pierre Gassendi à Paris, par Jean-Baptiste Cysat à Innsbruck et par un anonyme à Ingolstadt,.

## Publications

### Calendriers et agendas
À partir de 1624 Remus Quietanus a publié régulièrement (sans doute chaque année) des calendriers contenant les éphémérides des planètes et des prévisions météorologiques. La première édition connue est “Neuer Schreibkalender, auff das Jubel Jahr 1625(…)“, Bâle 1624, « Nouveau Calendrier pour l’an de grâce 1625(…) contenant les vraies courses du Soleil et de la Lune, les levers et couchers du Soleil, phases de la Lune et configurations planétaires, les éclipses du Soleil ou de la Lune et les conditions météorologiques probables”. Elle se présente sous la forme d’un agenda. On retrouve des exemplaires du Schreibkalender ou  des mentions des éditions de 1624, 1625 ,1626, 1627, 1629, 1630,1631, 1638, 1641, 1650.

### Autres publications
- Gründliche Beschreibung des neuen monstrosischen Sternes welcher Anno Christi 1607 (…) vom 27 Juli bis helfte october am hohen Himmel geleichtet (J.Rudrauff, Rudravius Herdenses, Erfurt 1607) description du passage de la comète de 1607, interprétation astrologique.
- Restitutio universalis Motuum caelestium in stellis fixis, sole, luna, et maxime eclipsibus. (…)  Johannes Remus Quietanus Tyrigoetam, docteur en Philosophie et Médecine, Rome 1615, manuscrit,  description d’éclipses passées ou à venir.
- Observationes eclipsis lunaris anno Christi MDCXVI. XXVI. Augusti nocte sequente Romae habitae. Ex qua et aliis tribus exquisitis demonstrantur distantiae, magnitudines, & proportions corporum ac sphaerarum Solis, & Lunae, ac umbrae Terrenae, una cum comparatione calculi Alphonsini, Copernicaei, Brahaei, & Magini, Rome 1616. Description de l’éclipse de lune du 26 août 1616, comparaison avec les modèles des tables alphonsines, de Copernic, Tycho Brahé et Magini.
- Observationes et descriptiones duorum cometarum qui anno 1618… (Remus Quietanus, Innsbruck 1619), manuscrit, description des comètes de 1618 adressé à Galilée, il doit exister une version imprimée en allemand par Daniel Paur, Innsbruck, 1619.
- Historia morbi quo Arch. Austriae Leopold fuit affectus… Vienne 1622. Compte-rendu de soins médicaux prodigués à l’Archiduc Léopold.
- Natürliche Practica und Witterung, auf dass Jahr der Geburt Jesu Christi, M.DC.XLII. Im 24. Jahr der beharrlichen Kriegen in Teutschlandt,  Remus Quietanus, Spannseil, Colmar, 1641 : Pratiques naturelles et météorologie pour l'année 1642, dans la 24e année des guerres incessantes en Allemagne, un almanach comportant des prévisions astronomiques, météorologiques, politiques, des conseils médicaux et de jardinage.
- Astronomischer und astrologischer Discurs von der grossen Zusammenkunfft ... der zweyen höchsten Planeten ... des Saturni u. Jupiters, Remus Quietanus, Spannseil,  Colmar 1642. Prévision de la conjonction des planètes Jupiter et Saturne pour 1643, interprétation astrologique.

## Postérité
Hormis la première observation d’un transit de Mercure, l’histoire retient relativement peu de choses de Remus Quietanus, témoin privilégié de la révolution copernicienne. Mais il n’est pas un observateur passif. Dans sa correspondance avec Kepler, il prend part au débat astronomique  et pose des questions qui s’inscrivent exactement dans la problématique de son époque : calcul des longitudes, nature des comètes, dimensions des planètes, leurs distances au Soleil et plus particulièrement la distance de la Terre au Soleil (unité astronomique). Sur ce dernier point, il a une meilleure intuition que Kepler qui l’estime à 3 400 rayons terrestres. Remus Quietanus en propose 14 000. Il faudra attendre Huygens en 1685, pour en avoir une estimation plus juste (environ 23 500 rayons terrestres).